# Baliwowie Jersey
Lista baliwów Jersey
| 1277      | Messire Philippe Levêsque |
| 1290      | Pierre d'Arcis |
| 1294      | Jean de Carteret |
| 1299      | Philippe Levésque |
| 1309      | (Komitet sędziów zamiast baliwów: Nicholas Hasteyn; Henri de St Martin; Guillaume Longynnour; Pierre Hugon; Lucas de Espyard; Pierre de la Haye; Philippe de Vincheleys; Guillaume Brasdefer, Mathieu Le Loreour; Geoffroi de la Hougue; Philippe Levêsque; Guillaume le Petit ) |
| 1332      | Raoul Tourgis |
| 1342      | Guillaume Hastein |
| 1357      | Raoul Lemprière |
| 1367      | Richard de St Martin |
| 1368      | Richard le Petit |
| 1370      | Jean de St Martin |
| 1373      | Thomas Brasdefer |
| 1373-4    | Jean de St Martin |
| 1378–91   | Thomas Brasdefer |
| 1386–93   | Thomas de Behtom |
| 1395–1401 | Geoffroi Brasdefer |
| 1402-3    | Colin le Petit |
| 1405-6    | Guillaume de Lecq |
| 1406–1425 | Thomas Danyel |
| 1432-3    | Messire John Bernard |
| 1435      | Thomas de la Cour |
| 1434-6    | Jean Lemprière |
| 1436–1442 | Messire John Bernard |
| 1439      | Jean Lemprière |
| 1444–46   | Jean Payn |
| 1446–1451 | Regnauld de Carteret |
| 1452–1456 | Jean Poingdestre |
| 1459–62   | Nicolas Morin |
| 1464–67   | Nicolas Morin |
| 1467–1476 | Jean Poingdestre |
| 1477      | Nicholas Morin |
| 1479–1485 | Guillaume Hareby |
| 1426-93   | Clement Le Hardy |
| 1494      | Jean Nicolle |
| 1494–1513 | Thomas Lemprière |
| 1513–1523 | Hélier de Carteret |
| 1524      | Hélier de la Rocque |
| 1528      | Jasper Penn |
| 1529–1561 | Hélier de Carteret |

## XVI wiek
- Hostes Nicolle 1561-1564
- John Dumaresq 1566-1583
- George Paulett 1583-1586
- John Dumaresq 1586-1587
- George Paulett 1587-1591
- John Dumaresq 1591-1594
- George Paulett 1594-1614

## XVII wiek
- Jean Herault 1614-1621
- William Parkhurst 1622-1624
- Jean Herault 1624-1626
- Philippe de Carteret II 1627-1643
- Michel Lemprière 1643
- George de Carteret 1643-1651
- Michel Lemprière 1651-1660
- George de Carteret 1660-1661
- Philippe de Carteret III 1661-1662
- Philippe de Carteret 1662-1665
- Edouard de Carteret 1665-1682
- Philippe de Carteret IV 1682-1693
- Edouard de Carteret 1694-1703

## XVIII wiek
- Charles de Carteret 1703-1715
- John, Lord Carteret 1715-1763
- Robert, Lord Carteret 1763-1776
- Henry-Frederick, Lord Carteret 1776-1826

## XIX wiek
- Thomas Le Breton 1826-1831
- Jean de Veulle 1831-1848
- Thomas Le Breton 1848-1857
- Jean Hammond 1858-1880
- Robert Pipon Marett 1880-1884
- George Clement Bertram 1884-1898
- Edouard Charles Malet de Carteret 1898

## XX wiek
- W. H. Venables Vernon 1899-1931
- Charles E. Malet de Carteret 1931-1935
- Alexander Coutanche 1935-1962
- Cecil Stanley Harrison 1962
- Robert Le Masurier 1962-1975
- Frank Ereaut 1975-1985
- Peter Crill 1986-1995
- Philip Bailhache 1995-2009

## XXI wiek
- Michael Birt 2009-2015
- William Bailhache 2015-